# Noodlijdend krediet
Een non-performing loan (NPL), letterlijk vertaald een niet-presterende lening is een lening aan een bedrijf dat zijn betalingsverplichtingen inzake die lening niet (meer) nakomt. De term is overgenomen uit de Angelsaksische bancaire sector. Soms wordt ook de term noodlijdend krediet gehanteerd.
Wanneer een lening aangeduid wordt als "non-performing" is niet duidelijk afgebakend. Soms wordt de lening als zodanig aangeduid als er drie achtereenvolgende maanden sprake is van verzuim, maar dit kan afhankelijk zijn van de contractuele voorwaarden. Het IMF hanteert een grens van 90 dagen.
Voor financiële instellingen zijn NPL's een blok aan het been. Een gedeelte van het uitstaand kapitaal wordt erdoor opgeslokt terwijl het rendement minimaal is. Balansratio's worden negatief beïnvloed, terwijl eventueel afschrijven verlies via de winst-en-verliesrekening oplevert. 
NPL's kunnen het resultaat zijn van onverwachte tegenvallers, bijvoorbeeld betalingsproblemen van een bedrijf waaraan leningen zijn verstrekt. Ze kunnen ook het resultaat zijn van actief steunbeleid van een regering, die een bepaalde bedrijvensector wil(de) ondersteunen, en hiermee banken aanmoedigt of dwingt tot het lenen van geld aan deze bedrijven. Door dergelijk regeringsbeleid zitten de vier grootste Chinese banken opgescheept met miljarden dollars aan NPL's. Ook de Japanse economie werd eind jaren 90 geplaagd door veel NPL's die voortkwamen uit leningen die om andere dan economische motieven waren verstrekt. Een gebrekkig rechtssysteem kan bovendien de invordering van de leningen bemoeilijken of praktisch onmogelijk maken, waardoor het geld uit blijft staan.
Op verschillende manieren kan men zich ontdoen van NPL's:
- Banken kunnen de vorderingen verkopen of verpanden aan derde partijen zoals "debt traders", incassobureaus of speciale door de regering in het leven geroepen maatschappijen;
- Een regering kan het incassorecht verbeteren, zodat banken meer mogelijkheden hebben vorderingen uit te winnen;
- Banken kunnen gebruikmaken van securitisatie, waarin special purpose Vehicle's de non-performing loans overnemen met uit de kapitaalmarkt aangetrokken gelden.